# Ed Scheiwe
Edward John Scheiwe, detto Ed (Chicago, 25 febbraio 1918 – Gwinnett, 19 giugno 1997), è stato un cestista statunitense, professionista nella NBL.

## Carriera
Giocò per due stagioni nella NBL, disputando complessivamente 32 partite con 2,8 punti di media.